# Позитивное утверждение
Позитивным называется такое утверждение, которое содержит информацию относительно того, что «есть», «было» или «будет», и не содержит никаких признаков одобрения или неодобрения (что должно быть или не быть). Позитивные заявления, таким образом, являются противоположностью нормативных утверждений . Позитивное утверждение основано на эмпирических данных. Например, «численность персонала составляет 5000 человек» и «падение поставок товара приводит к росту цены». Несмотря на это, позитивное утверждение может быть фактически неверным: «Луна сделана из зеленого сыра» эмпирически неверно, но все же является позитивным утверждением, поскольку это утверждение о том, что есть, а не то, что должно быть.

## Позитивные и нормативные утверждения
Позитивные утверждения отличаются от нормативных. Позитивные утверждения основаны на эмпирических данных, могут быть проверены, и не содержат оценочных суждений. Проще говоря, они относятся к тому, что есть, и не содержат одобрения или неодобрения. Как позитивные, так и нормативные утверждения часто применяют в анализе проблем.
Анализ обычно начинается с позитивных заявлений, которые затем обрабатываются с нормативной стороны: «Мы израсходовали на заработную плату 100 миллионов рублей. Это много. Нужно сократить сотрудников, иначе организация разорится» (здесь второе предложение является нормативным утверждением, первое и третье позитивные). Таким образом, в анализе после подачи фактов в позитивных утверждениях идёт их оценка (нормативные), и в заключение идёт вывод (позитивное утверждение). В экономике обычно оперируют позитивными утверждениями при расчёте эффективности, и нормативными при оценке справедливости.

## Использование позитивных утверждений
Позитивные утверждения широко используются для описания чего-то измеримого, например, расходов, уровня занятости, цен. Также их применяют в объяснениях теорий и концепций. Использование позитивного утверждения не означает, что у вас нет собственного мнения по вопросам, однако в научных трудах важно использовать именно позитивные утверждения в поддержку аргумента, поскольку это может быть подтверждено доказательствами. Нормативные утверждения, поскольку они не базируются на доказательствах, нельзя ни подтвердить, ни опровергнуть.